# Sete de Nove
Sete de Nove ou Seven of Nine (nascida Annika Hansen) é uma personagem fictícia apresentada na série de televisão americana de ficção científica Star Trek: Voyager. Retratada por Jeri Ryan, ela é uma ex-drone Borg que se junta à tripulação da nave Voyager da Federação. Sua designação Borg completa era Sete de Nove, Adjunta Terciária da Unimatrix Zero Um. Embora seu nome de nascimento tenha se tornado conhecido por seus companheiros de tripulação, após ingressar na tripulação da Voyager, ela escolheu continuar a ser chamada de Sete de Nove, embora tenha permitido que "Sete" fosse usado informalmente.
Sete de Nove foi introduzida na estreia da quarta temporada, "Scorpion, Part II". A personagem substituiu Kes no elenco principal e foi destinada a introduzir um contraponto à Capitã Kathryn Janeway, semelhante ao papel que Spock desempenha para o Capitão Kirk em Star Trek: The Original Series. A personagem apareceu no episódio final, “Endgame”. Histórias relacionadas ao relacionamento dela com a Capitã Janeway e com o Doutor apareceram ao longo da série; alguns episódios, como "The Raven", exploraram seu passado e vida anterior como Annika Hansen antes de ser assimilada pelos Borg.
Sete de Nove, foi novamente interpretada pela atriz Jeri Ryan, também aparece na série Star Trek: Picard como personagem recorrente na primeira temporada antes de ser promovida a personagem regular na segunda e terceira temporadas.

## Elenco e filmagem
Após a terceira temporada de Star Trek: Voyager, a equipe de produção decidiu que o personagem principal do elenco, Kes, seria retirado da série. Foi decidido que a capitã Kathryn Janeway precisava de um personagem contrastante,  e assim Sete de Nove foi desenvolvida para ocupar esse papel. Já era uma prática anterior de Star Trek ter um personagem que pudesse fornecer uma visão de terceira pessoa sobre a condição humana, exemplos anteriores incluindo Spock em Star Trek: The Original Series, Data em Star Trek: The Next Generation e Odo em Star Trek: Deep Space Nine. Além disso, os produtores da Voyager estavam ansiosos para fazer maior uso dos Borg como antagonistas recorrentes na série, especialmente após o sucesso do longa-metragem Next Generation de 1996, Star Trek: First Contact.
Após ser escalada, a atriz Jeri Ryan admitiu que mal tinha visto Star Trek e não tinha ideia do que eram os Borg. Para prepará-la, os produtores deram a ela uma cópia de Star Trek: First Contact e da Star Trek Encyclopedia um dia antes do teste para o papel. Foi-lhe dito especificamente para não basear sua atuação na Rainha Borg do filme, pois ela era um "entidade completamente diferente e [eles] estavam criando algo inteiramente novo". Sua experiência como atriz até aquele momento consistia em filmes para televisão, participações especiais e Dark Skies.
O processo de audição dela consistiu em duas leituras para os produtores antes de Ryan ser convidada a conversar sobre o papel com os produtores executivos, Jeri Taylor, Rick Berman e Brannon Braga. Após isso, ela fez o teste para a rede e foi informada de que sua opção tinha sido escolhida. Ela comentou sobre sua experiência ao ingressar na equipe da Voyager: "Foi um pouco estranho, já que o elenco já estava junto há três anos. E um dos personagens originais estava sendo escrito praticamente ao mesmo tempo, em que eu estava sendo adicionada. Mas o elenco foi fantástico e muito acolhedor". Embora ela usasse muita maquiagem em suas primeiras aparições, incluindo uma ocular que caía quando ela sorria, sua rotina de maquiagem típica levava cerca de 45 minutos, com a fixação do aparelho Borg acima de seu olho exigindo mais 15 minutos. Seu penteado geralmente levava o mesmo tempo que tudo isso combinado.
Nos anos seguintes, os escritores da Voyager escreveram vários enredos girando em torno da exploração de Sete dos lados positivos e negativos da individualidade humana. A natureza ciborgue da personagem é vista como um desafio às "simples concepções de conexões/desconexões entre corpos". Ryan afirmou que o tema principal sobre Sete era "humanidade" e afirmou que sua personagem foi fundamental para o sucesso do programa, porque ela "trouxe conflito para o programa, que infelizmente estava faltando... A tripulação da Voyager era apenas uma grande família feliz." Após a adição do antigo drone Borg à tripulação da nave estelar no início da quarta temporada da Voyager, a audiência semanal dos programas aumentou em mais de 60%. A chegada de Ryan ao programa foi acompanhada por uma enorme campanha publicitária em revistas de televisão e suplementos de jornais. Ryan pensou que o aumento pode ter sido devido à aparência da personagem, mas afirmou que esses espectadores teriam sido retidos pela escrita do programa.
Ela também comentou que “combinar qualidades não humanas com uma aparência humana atraente”, como no personagem de Sete, foi uma ótima decisão dos produtores. Ela sentiu que os roteiristas fizeram um bom trabalho ao não forçar a personagem a ser mais humana e em não fazer com que Sete se envolvesse em relacionamentos no programa. Ryan estava preocupada que isso poderia ter se transformado em "as aventuras sexuais de Sete na Voyager ". Em termos de representação, ela disse que “manter um rosto sério” enquanto mostrava emoções contidas era um desafio agradável. Sobre seu traje justo, Ryan comentou que era extremamente impraticável e desconfortável, mas que valia a pena pelo desafio de interpretar um personagem como Sete.
Embora Sete tenha sido originalmente introduzida como uma antagonista para a Capitã Janeway, com as duas se mostrando muito adversárias, elas ganharam respeito mútuo com o passar do tempo. Mais tarde, Ryan descreveu isso como uma relação mãe-filha no programa, embora ela tenha dito que os roteiristas conseguiram transformar a personagem em uma adolescente mais rebelde. A inclusão de Sete de Nove como um personagem principal do programa ao lado de Janeway e do Doutor foi criticada por outros atores. Robert Beltran, que interpretou Chakotay sentiu que seu personagem, junto com Harry Kim, Tuvok e Neelix, havia sido esquecido. À medida que o final da série se aproximava, Ryan comentou que "adoraria fazer algo sem efeitos especiais ou borracha colada no rosto, seria uma boa mudança de ritmo".
Após o fim de Voyager, Ryan se juntou ao elenco principal de Boston Public, comparando sua nova personagem Ronnie, com Sete de Nove, dizendo: "[Sete] tinha todas essas emoções, ela simplesmente não se sentia confortável em expressá-las e realmente não sabia como expressá-las; Ronnie, minha personagem em Boston Public, se sente bastante à vontade em expressá-las e é bastante livre com suas expressões, eu acho. Então, vai ser muito divertido. Vai ser muito mais livre, no que diz respeito ao estilo de atuação". Ryan disse que tinha vários episódios favoritos de Sete de Nove, incluindo "The Gift", "The Raven", "Revulsion", "Hunters", "Prey" e o episódio em duas partes "The Killing Game".

### Questões de vestuário e filmagem
Seu traje inicial, como visto em "Scorpion" e no episódio seguinte, "The Gift", mostrou Sete de Nove completamente como um Borg. Este traje levava cerca de duas horas e meia para Ryan vestir, mas um erro foi cometido na medição do traje, pois não levaram em consideração as próteses que ela precisava usar para o papel. Isso interrompeu o fluxo sanguíneo através de sua artéria carótida, fazendo com que ela desmaiasse em duas ocasiões. Após uma enfermeira ser chamada duas vezes para fornecer oxigênio, o traje foi modificado para evitar que isso acontecesse novamente.
Depois que o personagem teve a maioria dos implantes Borg removidos, um novo traje foi necessário. Ryan usou um macacão prateado nos primeiros episódios, que o diretor Jesús Salvador Treviño disse que, durante as filmagens do episódio "Day of Honor", causou problemas, pois "quase qualquer ângulo de câmera inevitavelmente acaba enfatizando sua sexualidade". Ryan descreveu o novo traje como "um pouco apertado" e usou uma peça semelhante a um espartilho que dava a aparência de costelas mecânicas. Pelo menos uma versão do traje tinha o espartilho incorporado. Para aumentar sua altura, os sapatos que faziam parte do seu traje tinham saltos de quatro polegadas (10 cm). Ela disse em uma entrevista de 2012 que o traje, projetado pelo figurinista Robert Blackman era uma "façanha de engenharia", mas exigia uma paralisação da produção de 20 minutos se ela precisasse usar o banheiro, pois precisava desse tempo mais assistência para entrar e sair dele. Ela disse que era tão ajustado e que "poderia muito bem ter sido pintura corporal". O tempo prolongado gasto no banheiro levou a atriz a evitar beber líquidos, o que a deixou enjoada.
Treviño elogiou as mudanças subsequentes em seu traje para reduzir sua sexualidade, dizendo que "é muito mais sensato, porque ela ainda é uma pessoa atraente, mas aí você foge daquela coisa de excitação que eu acho tão humilhante não só para o público, mas é meio humilhante para o que Star Trek trata". As versões posteriores de seus trajes ainda levavam 20 minutos para serem vestidas antes que as filmagens pudessem começar, mas Ryan disse que eles eram muito mais indulgentes: "Com o traje prateado, se eu ficasse arrepiado, você poderia vê-los. O traje marrom é um tecido mais grosso e resistente. Não é tão pegajoso, então a cintura não precisa ser apertada". Essa versão do traje também retirou os ossos verticais do espartilho, o que permitiu a Ryan ter maior flexibilidade enquanto o usava.
Uma das principais peças restantes da tecnologia Borg que Ryan continuou a usar para o papel foi o que ela descreveu como "Aquela coisinha no meu olho".  Isso ocorria porque o termo usado para se referir a ela nos episódios mudaria dependendo dos roteiristas e do próprio episódio, ela explicou que "Às vezes é meu implante cortical. Às vezes, é meu implante craniano. Às vezes, é meu implante ocular".

## Aparições
Sete de Nove apareceu em Star Trek: Voyager entre 1997 e 2001, e entre 2020 e 2023 em Star Trek: Picard.